# Grotea mexicana
Grotea mexicana là một loài tò vò trong họ Ichneumonidae.